# Campionato europeo maschile di pallacanestro 1953
L'8º Campionato Europeo Maschile di Pallacanestro FIBA (noto anche come FIBA EuroBasket 1953) si è tenuto dal 24 maggio al 4 giugno 1953 a Mosca in Unione Sovietica.
I Campionati europei maschili di pallacanestro sono una manifestazione biennale tra le squadre nazionali organizzata dalla FIBA Europe.

## Sede delle partite
| Città | Impianto      | Impianto | Capienza |
| ----- | ------------- | -------- | -------- |
| Mosca | Stadio Dinamo |          | 36.540   |

## Partecipanti
Partecipano diciassette nazionali divise in quattro gruppi, tre da quattro e uno da cinque squadre.
| Gruppo A                                       | Gruppo B                                     | Gruppo C | Gruppo D                                               |
| ---------------------------------------------- | -------------------------------------------- | --- | ------------------------------------------------------ |
| - Italia - Romania - Svizzera - Cecoslovacchia | - Egitto - Germania Ovest - Francia - Svezia | - Belgio - Danimarca - [[File: Flag of the Soviet Union (1936 – 1955).svg\|class=noviewer\| Unione Sovietica (bandiera)\|border\|20x16px]] [[Nazionale maschile di pallacanestro dell' Unione Sovietica\| Unione Sovietica]] - Ungheria | - Bulgaria - Finlandia - Israele - Jugoslavia - Libano |

## Prima fase
La vincente di ogni gara si aggiudica due punti, la perdente uno. Le prime due di ogni gruppo accedono fase finale, le rimanenti giocheranno per le posizioni dalla nona alla diciassettesima.

### Gruppo A
| Team              | V - P | PF - PS   | Pt | +/-  |
| ----------------- | ----- | --------- | -- | ---- |
| 1. Cecoslovacchia | 3 - 0 | 202 - 107 | 6  | +95  |
| 2. Italia         | 2 - 1 | 186 - 134 | 5  | +52  |
| 3. Romania        | 1 - 2 | 148 - 146 | 4  | +2   |
| 4. Svizzera       | 0 - 3 | 101 - 250 | 3  | -149 |

| Gara | Team 1         | Team 2   | 1.T.  | 2.T.  | Supp. | Finale |
| ---- | -------------- | -------- | ----- | ----- | ----- | ------ |
| A1   | Cecoslovacchia | Italia   | 33:21 | 26:22 | –     | 59:43  |
| A2   | Cecoslovacchia | Romania  | 32:10 | 17:21 | –     | 49:31  |
| A3   | Cecoslovacchia | Svizzera | 31:21 | 63:12 | –     | 94:33  |
| A4   | Italia         | Romania  | 24:23 | 37:20 | –     | 61:43  |
| A5   | Svizzera       | Italia   | 8:33  | 24:49 | –     | 32:82  |
| A6   | Romania        | Svizzera | 40:17 | 34:19 | –     | 74:36  |

### Gruppo B
| Team              | V- P  | PF - PS   | Pt | +/-  |
| ----------------- | ----- | --------- | -- | ---- |
| 1. Egitto         | 3 - 0 | 223 - 125 | 6  | +98  |
| 2. Francia        | 2 - 1 | 199 - 151 | 5  | +48  |
| 3. Germania Ovest | 1 - 2 | 150 - 187 | 4  | -37  |
| 4. Svezia         | 0 - 3 | 96 - 205  | 3  | -109 |

| Gara | Team 1         | Team 2         | 1.T.  | 2.T.  | Supp. | Finale |
| ---- | -------------- | -------------- | ----- | ----- | ----- | ------ |
| B1   | Francia        | Germania Ovest | 30:20 | 46:24 | –     | 76:44  |
| B2   | Francia        | Egitto         | 21:36 | 37:38 | –     | 58:74  |
| B3   | Francia        | Svezia         | 38:12 | 27:21 | –     | 65:33  |
| B4   | Germania Ovest | Egitto         | 16:35 | 25:39 | –     | 41:74  |
| B5   | Svezia         | Germania Ovest | 17:34 | 20:31 | –     | 37:65  |
| B6   | Egitto         | Svezia         | 33:15 | 42:11 | –     | 75:26  |

### Gruppo C
| Team | V - P | PF - PS   | Pt | +/-  |
| --- | ----- | --------- | -- | ---- |
| 1. [[File: Flag of the Soviet Union (1936 – 1955).svg\|class=noviewer\| Unione Sovietica (bandiera)\|border\|20x16px]] [[Nazionale maschile di pallacanestro dell' Unione Sovietica\| Unione Sovietica]] | 3 - 0 | 241 - 99  | 6  | +142 |
| 2. Ungheria | 2 - 1 | 206 - 129 | 5  | +77  |
| 3. Belgio | 1 - 2 | 122 - 151 | 4  | -29  |
| 4. Danimarca | 0 - 3 | 79 - 269  | 3  | -190 |

| Gara | Team 1 | Team 2    | 1.T.  | 2.T.  | Supp. | Finale |
| ---- | --- | --------- | ----- | ----- | ----- | ------ |
| C1   | [[File: Flag of the Soviet Union (1936 – 1955).svg\|class=noviewer\| Unione Sovietica (bandiera)\|border\|20x16px]] [[Nazionale maschile di pallacanestro dell' Unione Sovietica\| Unione Sovietica]] | Belgio    | 30:14 | 29:17 | –     | 59:31  |
| C2   | [[File: Flag of the Soviet Union (1936 – 1955).svg\|class=noviewer\| Unione Sovietica (bandiera)\|border\|20x16px]] [[Nazionale maschile di pallacanestro dell' Unione Sovietica\| Unione Sovietica]] | Ungheria  | 32:16 | 32:38 | –     | 64:54  |
| C3   | [[File: Flag of the Soviet Union (1936 – 1955).svg\|class=noviewer\| Unione Sovietica (bandiera)\|border\|20x16px]] [[Nazionale maschile di pallacanestro dell' Unione Sovietica\| Unione Sovietica]] | Danimarca | 58:3  | 60:11 | –     | 118:14 |
| C4   | Ungheria | Belgio    | 28:14 | 29:21 | –     | 57:35  |
| C5   | Danimarca | Belgio    | 18:29 | 17:27 | –     | 35:56  |
| C6   | Ungheria | Danimarca | 42:10 | 53:20 | –     | 95:30  |

### Gruppo D
| Team          | V - P | PF - PS   | Pt | +/- |
| ------------- | ----- | --------- | -- | --- |
| 1. Israele    | 3 - 1 | 178 - 141 | 7  | +37 |
| 2. Jugoslavia | 3 - 1 | 218 - 170 | 7  | +48 |
| 3. Bulgaria   | 3 - 1 | 230 - 182 | 7  | +48 |
| 4. Finlandia  | 1 - 3 | 184 - 219 | 5  | -35 |
| 5. Libano     | 0 - 4 | 159 - 257 | 3  | -98 |

| Gara | Team 1     | Team 2     | 1.T.  | 2.T.  | Supp. | Finale |
| ---- | ---------- | ---------- | ----- | ----- | ----- | ------ |
| D1   | Bulgaria   | Finlandia  | 30:23 | 31:22 | –     | 61:45  |
| D2   | Jugoslavia | Bulgaria   | 10:8  | 15:19 | –     | 25:27  |
| D3   | Bulgaria   | Israele    | 23:30 | 25:31 | –     | 48:61  |
| D4   | Libano     | Bulgaria   | 29:45 | 22:49 | –     | 51:94  |
| D5   | Finlandia  | Jugoslavia | 23:15 | 14:26 | –     | 37:41  |
| D6   | Israele    | Finlandia  | 29:23 | 31:13 | –     | 60:36  |
| D7   | Finlandia  | Libano     | 31:24 | 35:33 | –     | 66:57  |
| D8   | Jugoslavia | Israele    | 23:32 | 32:23 | 2:0   | 57:55  |
| D9   | Libano     | Jugoslavia | 30:40 | 21:55 | –     | 51:95  |
| D10  | Israele    | Libano     | 0:0   | 2:0   | –     | 2:0    |

## Gironi 9° 17º posto
Le squadre non classificatesi per la fase finale, vengono divise in due gironi uno da quattro e uno da cinque squadre, le prime due di ogni girone si affronteranno in un torneo ad eliminazione diretta per le posizioni dalla nona alla dodicesima, la terza e la quarta di ogni girone si affrontano con la stessa formula per le posizioni dalla tredicesima alla sedicesima, la quinta classificata del secondo gruppo è diciassettesima nella classifica finale.

### Gruppo 1
| Team              | V - P | PF - PS   | Pt | +/-  |
| ----------------- | ----- | --------- | -- | ---- |
| 1. Bulgaria       | 3 - 0 | 255 - 128 | 6  | +127 |
| 2. Svizzera       | 2 - 1 | 168 - 163 | 5  | +5   |
| 3. Germania Ovest | 1 - 2 | 145 - 164 | 4  | -19  |
| 4. Danimarca      | 0 - 3 | 99 - 212  | 3  | -113 |

| Gara | Team 1         | Team 2         | 1.T.  | 2.T.  | Supp. | Finale |
| ---- | -------------- | -------------- | ----- | ----- | ----- | ------ |
| 1/1  | Bulgaria       | Germania Ovest | 37:24 | 45:26 | –     | 82:50  |
| 1/2  | Bulgaria       | Svizzera       | 44:22 | 33:30 | –     | 77:52  |
| 1/3  | Bulgaria       | Danimarca      | 48:15 | 48:11 | –     | 96:26  |
| 1/4  | Germania Ovest | Svizzera       | 20:22 | 24:29 | –     | 44:51  |
| 1/5  | Danimarca      | Germania Ovest | 7:25  | 24:26 | –     | 31:51  |
| 1/6  | Svizzera       | Danimarca      | 26:16 | 39:26 | –     | 65:42  |

### Gruppo 2
| Team         | V - P | PF - PS   | Pt | +/-  |
| ------------ | ----- | --------- | -- | ---- |
| 1. Belgio    | 3 - 1 | 263 - 213 | 7  | +50  |
| 2. Finlandia | 3 - 1 | 216 - 185 | 7  | +31  |
| 3. Romania   | 3 - 1 | 250 - 213 | 7  | +37  |
| 4. Libano    | 1 - 3 | 241 - 235 | 5  | +6   |
| 5. Svezia    | 0 - 4 | 156 - 280 | 4  | -124 |

| Gara | Team 1    | Team 2    | 1.T.  | 2.T.  | Supp. | Finale |
| ---- | --------- | --------- | ----- | ----- | ----- | ------ |
| 2/1  | Romania   | Belgio    | 34:24 | 26:31 | –     | 60:55  |
| 2/2  | Svezia    | Romania   | 30:37 | 13:37 | –     | 43:74  |
| 2/3  | Romania   | Finlandia | 21:27 | 30:32 | –     | 51:59  |
| 2/4  | Libano    | Romania   | 26:29 | 30:36 | –     | 56:65  |
| 2/5  | Belgio    | Svezia    | 28:17 | 47:21 | –     | 75:38  |
| 2/6  | Finlandia | Belgio    | 24:28 | 25:31 | –     | 49:59  |
| 2/7  | Belgio    | Libano    | 46:36 | 28:30 | –     | 74:66  |
| 2/8  | Svezia    | Finlandia | 15:32 | 17:23 | –     | 32:55  |
| 2/9  | Libano    | Svezia    | 33:18 | 43:25 | –     | 76:43  |
| 2/10 | Finlandia | Libano    | 23:14 | 30:29 | –     | 53:43  |

### Torneo 9º posto
|  | Semifinali | Semifinali | Semifinali |        |          | Nono posto       | Nono posto       | Nono posto       |  |
|  |            |            |            |        |          |                  |                  |                  |  |
|  | Bulgaria   | Bulgaria   | 57         |        |          |                  |                  |                  |  |
|  | Bulgaria   | Bulgaria   | 57         |        |          |                  |                  |                  |  |
|  | Finlandia  | Finlandia  | 45         |        |          |                  |                  |                  |  |
|  | Finlandia  | Finlandia  | 45         |        | Bulgaria | Bulgaria         | 71               |                  |  |
|  |            |            |            |        | Bulgaria | Bulgaria         | 71               |                  |  |
|  |            |            | Belgio     | Belgio | 52       |                  |                  |                  |  |
|  | Belgio     | Belgio     | Belgio     | Belgio | 52       | 59               |                  |                  |  |
|  | Belgio     | Belgio     |            |        |          | 59               |                  |                  |  |
|  | Svizzera   | Svizzera   | 43         |        |          | Undicesimo Posto | Undicesimo Posto | Undicesimo Posto |  |
|  | Svizzera   | Svizzera   | 43         |        |          |                  |                  |                  |  |
|  |            |            |            |        |          |                  |                  |                  |  |
|  |            |            |            |        |          | Finlandia        | Finlandia        | 45               |  |
|  |            |            |            |        |          | Finlandia        | Finlandia        | 45               |  |
|  |            |            |            |        |          | Svizzera         | Svizzera         | 51               |  |

| Gara | Team 1    | Team 2    | 1.T.  | 2.T.  | Supp. | Finale |
| ---- | --------- | --------- | ----- | ----- | ----- | ------ |
| 45   | Bulgaria  | Finlandia | 26:20 | 31:25 | –     | 57:45  |
| 46   | Belgio    | Svizzera  | 32:20 | 27:23 | –     | 59:43  |
| 51   | Finlandia | Svizzera  | 24:30 | 21:21 | –     | 45:51  |
| 52   | Bulgaria  | Belgio    | 38:26 | 33:26 | –     | 71:52  |

### Torneo 13º posto
|  | Semifinali     | Semifinali     | Semifinali |         |                | Tredicesimo posto  | Tredicesimo posto  | Tredicesimo posto  |  |
|  |                |                |            |         |                |                    |                    |                    |  |
|  | Germania Ovest | Germania Ovest | 58         |         |                |                    |                    |                    |  |
|  | Germania Ovest | Germania Ovest | 58         |         |                |                    |                    |                    |  |
|  | Libano         | Libano         | 56         |         |                |                    |                    |                    |  |
|  | Libano         | Libano         | 56         |         | Germania Ovest | Germania Ovest     | 59                 |                    |  |
|  |                |                |            |         | Germania Ovest | Germania Ovest     | 59                 |                    |  |
|  |                |                | Romania    | Romania | 69             |                    |                    |                    |  |
|  | Romania        | Romania        | Romania    | Romania | 69             | 80                 |                    |                    |  |
|  | Romania        | Romania        |            |         |                | 80                 |                    |                    |  |
|  | Danimarca      | Danimarca      | 53         |         |                | Quindicesimo Posto | Quindicesimo Posto | Quindicesimo Posto |  |
|  | Danimarca      | Danimarca      | 53         |         |                |                    |                    |                    |  |
|  |                |                |            |         |                |                    |                    |                    |  |
|  |                |                |            |         |                | Libano             | Libano             | 74                 |  |
|  |                |                |            |         |                | Libano             | Libano             | 74                 |  |
|  |                |                |            |         |                | Danimarca          | Danimarca          | 40                 |  |

| Gara | Team 1         | Team 2    | 1.T.  | 2.T.  | Supp. | Finale |
| ---- | -------------- | --------- | ----- | ----- | ----- | ------ |
| 47   | Germania Ovest | Libano    | 36:28 | 22:28 | –     | 58:56  |
| 48   | Romania        | Danimarca | 44:28 | 36:25 | –     | 80:53  |
| 49   | Libano         | Danimarca | 41:20 | 33:20 | –     | 74:40  |
| 50   | Germania Ovest | Romania   | 31:40 | 28:29 | –     | 59:69  |

## Fase Finale
Le squadre qualificate alla fase finale si affrontano in un girone unico con partite di sola andata. La vittoria vale due punti, la sconfitta uno.
| Team | V - P | PF - PS   | Pt | +/-  |
| --- | ----- | --------- | -- | ---- |
| 1. [[File: Flag of the Soviet Union (1936 – 1955).svg\|class=noviewer\| Unione Sovietica (bandiera)\|border\|20x16px]] [[Nazionale maschile di pallacanestro dell' Unione Sovietica\| Unione Sovietica]] | 7 - 0 | 444 - 265 | 14 | +179 |
| 2. Cecoslovacchia | 4 - 3 | 387 - 332 | 11 | +55  |
| 3. Francia | 4 - 3 | 391 - 374 | 11 | +17  |
| 4. Ungheria | 4 - 3 | 375 - 282 | 11 | +93  |
| 5. Israele | 4 - 3 | 238 - 327 | 11 | -89  |
| 6. Jugoslavia | 3 - 4 | 334 - 370 | 10 | -36  |
| 7. Italia | 1 - 6 | 323 - 387 | 8  | -64  |
| 8. Egitto | 1 - 6 | 271 - 426 | 7  | -155 |

| Gara | Team 1 | Team 2 | 1.T.  | 2.T.  | Supp. | Finale |
| ---- | --- | --- | ----- | ----- | ----- | ------ |
| X1   | Israele | Ungheria | 14:43 | 6:23  | –     | 20:66  |
| X2   | Israele | [[File: Flag of the Soviet Union (1936 – 1955).svg\|class=noviewer\| Unione Sovietica (bandiera)\|border\|20x16px]] [[Nazionale maschile di pallacanestro dell' Unione Sovietica\| Unione Sovietica]] | 11:29 | 14:46 | –     | 25:75  |
| X3   | Israele | Francia | 15:19 | 30:43 | –     | 45:62  |
| X4   | Israele | Egitto | 0:0   | 2:0   | –     | 2:0    |
| X5   | Israele | Cecoslovacchia | 29:25 | 30:28 | –     | 59:53  |
| X6   | Israele | Italia | 30:18 | 17:24 | –     | 47:42  |
| X7   | Israele | Jugoslavia | 18:13 | 22:16 | –     | 40:29  |
| X8   | Ungheria | [[File: Flag of the Soviet Union (1936 – 1955).svg\|class=noviewer\| Unione Sovietica (bandiera)\|border\|20x16px]] [[Nazionale maschile di pallacanestro dell' Unione Sovietica\| Unione Sovietica]] | 22:24 | 2:5   | –     | 24:29  |
| X9   | Francia | Ungheria | 26:22 | 24:17 | –     | 50:39  |
| X10  | Ungheria | Egitto | 41:25 | 48:25 | –     | 89:50  |
| X11  | Cecoslovacchia | Ungheria | 23:20 | 21:19 | –     | 44:39  |
| X12  | Ungheria | Italia | 24:18 | 25:20 | –     | 49:38  |
| X13  | Jugoslavia | Ungheria | 30:37 | 21:32 | –     | 51:69  |
| X14  | [[File: Flag of the Soviet Union (1936 – 1955).svg\|class=noviewer\| Unione Sovietica (bandiera)\|border\|20x16px]] [[Nazionale maschile di pallacanestro dell' Unione Sovietica\| Unione Sovietica]] | Francia | 30:15 | 50:36 | –     | 80:51  |
| X15  | Egitto | [[File: Flag of the Soviet Union (1936 – 1955).svg\|class=noviewer\| Unione Sovietica (bandiera)\|border\|20x16px]] [[Nazionale maschile di pallacanestro dell' Unione Sovietica\| Unione Sovietica]] | 15:23 | 12:43 | –     | 27:66  |
| X16  | [[File: Flag of the Soviet Union (1936 – 1955).svg\|class=noviewer\| Unione Sovietica (bandiera)\|border\|20x16px]] [[Nazionale maschile di pallacanestro dell' Unione Sovietica\| Unione Sovietica]] | Cecoslovacchia | 15:9  | 34:32 | –     | 49:41  |
| X17  | Italia | [[File: Flag of the Soviet Union (1936 – 1955).svg\|class=noviewer\| Unione Sovietica (bandiera)\|border\|20x16px]] [[Nazionale maschile di pallacanestro dell' Unione Sovietica\| Unione Sovietica]] | 29:38 | 25:50 | –     | 54:88  |
| X18  | [[File: Flag of the Soviet Union (1936 – 1955).svg\|class=noviewer\| Unione Sovietica (bandiera)\|border\|20x16px]] [[Nazionale maschile di pallacanestro dell' Unione Sovietica\| Unione Sovietica]] | Jugoslavia | 34:24 | 23:19 | –     | 57:43  |
| X19  | Francia | Egitto | 26:33 | 47:29 | –     | 73:62  |
| X20  | Cecoslovacchia | Francia | 20:28 | 35:19 | –     | 55:47  |
| X21  | Francia | Italia | 30:28 | 22:26 | –     | 52:54  |
| X22  | Jugoslavia | Francia | 18:25 | 21:31 | –     | 39:56  |
| X23  | Egitto | Cecoslovacchia | 14:46 | 19:41 | –     | 33:87  |
| X24  | Italia | Egitto | 22:28 | 29:32 | –     | 51:60  |
| X25  | Egitto | Jugoslavia | 17:23 | 22:35 | –     | 39:58  |
| X26  | Cecoslovacchia | Italia | 25:22 | 18:17 | –     | 43:39  |
| X27  | Jugoslavia | Cecoslovacchia | 34:25 | 32:39 | –     | 66:64  |
| X28  | Italia | Jugoslavia | 26:23 | 19:25 | –     | 45:48  |

## Classifica Finale
| Campione d'Europa | Campione d'Europa | Campione d'Europa |
| --- | ----------------- | --- |
| [[File: Flag of the Soviet Union (1936 – 1955).svg\|class=noviewer\| Unione Sovietica (bandiera)\|border\|150px]] Unione Sovietica3 Vlasov, 4 Butautas, 5 Siliņš, 6 Alačačjan, 7 Petkevičius, 8 Kruus, 9 Konev, 10 Korkia, 11 Kullam, 12 Ozerov, 13 Moiseev, 14 Lauritėnas, 15 Rešetnikov, 16 Lagunavičius, All. Konstantin Travin |                   | |
| Argento | Ungheria          | Ungheria3 Bánhegyi, 4 Bokor, 5 Mezőfi, 6 Czinkán, 7 Papp, 8 Greminger, 9 Zsíros, 10 Bogár, 11 Simon, 12 Komáromi, 13 Cselkó, 14 Rémai, 15 L. Hódy, 16 J. Hódy, All. János Páder                               |
| Bronzo | Francia           | Francia3 Freimuller, 4 Planque, 5 Monclar, 6 Gallay, 7 Perniceni, 8 Haudegand, 9 Guillin, 10 Chocat, 11 Dessemme, 12 Buffière, 13 Vacheresse, 14 Rey, 15 Quiblier, 16 Specker, All. Robert Busnel             |
| 4. | Cecoslovacchia    | Cecoslovacchia3 Skronský, 4 Kinský, 5 Škeřík, 6 Bobrovský, 7 Kozák, 8 Horniak, 9 Stanček, 10 Rylich, 11 Mrázek, 12 Sís, 13 Baumruk, 14 Kolář, 15 Šíp, 16 Tetiva, All. Lubomír Dobrý                           |
| 5. | Israele           | Israele3 Shneior, 4 Ofri, 5 Daniel, 6 Degani, 7 Cohen, 8 Heiblum, 9 Shelah, 10 Gafni, 11 Ram, 12 Hefez, 13 Mimran, 14 Erez, 15 Fecher, All. Jacob Saltiel                                                     |
| 6. | Jugoslavia        | Jugoslavia3 Jovanović, 4 Marjanović, 5 Bjegojević, 6 Andrijašević, 7 Demšar, 8 Stanković, 9 Godžić, 10 Gec, 11 Blašković, 12 Kalember, 13 Loci, 14 Ćurčić, 15 Engler, All. Nebojša Popović                    |
| 7. | Italia            | Italia3 Zorzi, 4 Cerioni, 5 Bongiovanni, 6 Posar, 7 Margheritini, 8 Riminucci, 9 Rubini, 10 Canna, 11 Calebotta, 12 Porcelli, 13 Lomazzi, 14 Forastieri, 15 Alesini, 16 Di Cera, All. Vittorio Tracuzzi       |
| 8. | Egitto            | Egitto3 Montassir, 4 Catafago, 5 Hafez, 6 Abou Ouf, 7 el-Barnawi, 8 Bahgat, 9 Youssef, 10 Selim, 11 Abbas, 12 Chalhoub, 13 Sabounghi, 14 Ibrahim, 15 Rashad, 16 Rizqallah, All. Mohamed Habib                 |
| 9. | Bulgaria          | Bulgaria3 Dimitrov, 4 Stefanov, 5 Velkov, 6 Dončev, 7 Asenov, 8 Mančenko, 9 G. Panov, 10 Totev, 11 Kuzov, 12 Popov, 13 L. Panov, 14 Penkov, 15 Mirčev, 16 Slavov, All. Veselin Temkov                         |
| 10. | Belgio            | Belgio3 Chavagne, 4 Steurbaut, 5 Meuris, 6 Baert, 7 Vermeulen, 8 Kets, 9 Coosemans, 10 Ligon, 11 Van Gils, 12 Samson, 13 Nolis, 14 Van Harck, 15 Decombe, 16 Roosemont, All. Louis Van Hof                    |
| 11. | Svizzera          | Svizzera3 Laverniaz, 4 Albrecht, 5 Redard, 6 Devaud, 7 Hermann, 8 Hofmann, 9 Bossy, 10 Cottier, 11 Chiappino, 12 Emery, 13 Wittwer, 14 Currat, 15 Balmelli, 16 Voisin, All. Paul Kilegian                     |
| 12. | Finlandia         | Finlandia3 Lampén, 4 Nuutinen, 5 Lindholm, 6 Suviranta, 7 Hynninen, 8 Heinänen, 9 Laaksonen, 10 Virtanen, 11 Salonen, 12 Gustafsson, 13 Mutru, 14 Pietarinen, All. Eino Ojanen                                |
| 13. | Romania           | Romania3 Nedef, 4 C. Niculescu, 5 Liţă, 6 Folbert, 7 Răducanu, 8 D. Niculescu, 9 Petroșanu, 10 Fodor, 11 Călugăreanu, 12 Erdögh, 13 Nagy, 14 Kadar, All. Alexandru Popescu                                    |
| 14. | Germania Ovest    | Germania Ovest3 Siebenhaar, 4 Schober, 5 Mahrwald, 6 Piontek, 7 Mahlo, 8 Bayer, 10 Krüger, 11 Roth, 12 Heinker, 13 Konzag, 14 Beyerlein, 15 Griese, 16 Bernhard, All. Anton Kartak                            |
| 15. | Libano            | Libano3 Mekkawi, 4 Idlibi, 5 Georgio, 6 Nasser, 7 Homsi, 8 Rababeh, 9 Estephan, 10 Diarbekirian, 11 Barakat, 12 Itani, 13 Bahchedjian, 14 Alahydoian, All. Ahoun Kadian                                       |
| 16. | Danimarca         | Danimarca3 Sørensen, 4 Norskov, 5 Lundberg, 6 Tantholdt, 7 Christensen, 8 Madsen, 10 Starup-Hansen, 11 Rasmussen, 12 O. Nielsen, 13 Wilbek, 14 Meilsej, 15 Mouritsen, 16 J. Nielsen, All. Helge Krarup-Hansen |
| 17. | Svezia            | Svezia3 Erkers, 4 Eliasson, 5 Herrman, 6 S. Widén, 7 B. Widén, 8 Ö. Widén, 9 Larsson, 10 Olsson, 11 Sundell, 12 Gustavsson, 13 Keijser, 14 Hallberg, All. Lars-Åke Nilsson                                    |

## Premi individuali
- MVP del torneo: [[File:

Flag of the Soviet Union (1936 – 1955).svg|class=noviewer|
Unione Sovietica (bandiera)|border|20x16px]] Anatolij Konev